# 永無止境的史嘉蕾
《永無止境的史嘉蕾》是一部於2025年上映的日本動畫電影，由細田守執導，本作是他自《龍與雀斑公主》後所執導的第7部原創動畫作品，也是繼《跳躍吧！時空少女》、《未來的未來》後，第三部時間主題元素的作品。本作的故事背景設定於劍與魔法的虛構世界，講述矢志為父親復仇的公主史嘉蕾所經歷的奇幻冒險旅程。

## 故事簡介
史嘉蕾是一位公主，在父親遭到暗殺後，決心踏上復仇之路。然而行動失敗後，她在醒來時發現自己身處一個名為「死者之國」的異界，據說若無法完成對宿敵的復仇，並抵達傳說中的「未曾見過之地」，便會逐漸被虛無吞噬，最終失去一切──甚至包括自身的存在。為了不讓自己從這個世界徹底消失，史嘉蕾必須穿越死亡與絕望的邊境，完成無盡的復仇。

## 角色
史嘉蕾（聲：蘆田愛菜（日本））
本作的女主角，原本是一位善良的公主，自從父親在她眼前被殺後，她開始執著於復仇，對父親始終抱持著瘋狂的幻想。
聖（聲：岡田將生（日本））
本作的男主角，一位在現代日本每日奔波的護理人員。有一天，他在「死者之國」醒來，並遇見了身負重傷的史嘉蕾。
克勞狄斯（聲：役所廣司（日本））
史嘉蕾的叔父兼宿敵。追求權力、個性狡猾、冷血。在殺了自己的兄長、史嘉蕾的父親・哈姆雷特之後登上王位。因不知名原因來到「死者之國」。
哈姆雷特（聲：市村正親（日本））
史嘉蕾的父親兼該國度的時任國王，為人心善。他被弟弟克勞狄斯謀害身亡，成為史嘉蕾投入復仇的導火線。
瓦爾特曼（聲：吉田鋼太郎（日本））
克勞狄斯身邊的使臣。
葛楚（聲：斉藤由貴（日本））
史嘉蕾的母親兼該國度的時任皇后。瞧不起被她認定缺乏魄力的丈夫哈姆雷特，參與了克勞狄斯計劃。
科尼利厄斯（聲：松重豐（日本））
克勞狄斯的心腹大臣。
波洛涅斯（聲：山路和弘（日本））
克勞狄斯的心腹大臣。監視著史嘉蕾等人的行動。
雷爾提（聲：柄本時生（日本））
克勞狄斯的心腹大臣。
羅森坎咨（聲：青木崇高（日本））
克勞狄斯的家臣。
吉爾登斯坦（聲：染谷将太（日本））
克勞狄斯的家臣。
少女（聲：白山乃愛（日本））
史嘉蕾在「死者之國」遇到的少女。
神秘老婆婆（聲：白石加代子（日本））

## 製作
該部電影最初於2024年12月23日的「東寶2025年作品陣容發表會」中首次公開，並由地圖工作室宣布製作，預定於2025年冬季上映。導演細田守在發表會上公開了本片的首張主視覺圖。當被問及本作的創作靈感時，細田雖未透露片名，但表示本片的構思源自「某部著名古典作品」。同時提及小松左京的小說《無盡之流的盡頭》，指出本片也將探討時間與空間的跨越，並呈現主角對「彼方未知之地」的渴望與追尋。
2025年4月29日，官方正式釋出本片的首支預告片、特別影像以及故事簡介，並同步公布日本及美國的上映日期。細田於寄語透露，本片的構思始於2022年3月。當時，雖然全球正逐漸從嚴重特殊傳染性肺炎疫情中復甦，但多地戰爭爆發，使國際局勢變得愈發動盪。他觀察到，在疫情初期曾一度浮現的全球團結與希望，最終卻逐漸被不安與迷惘取代。這樣的氛圍促使他開始思索並構築本片的初步劇情架構。對於選擇「復仇」作為電影的核心主題，細田指出：「只要有人選擇復仇，報復就會接踵而至。這是我們必須在某處打破的惡性循環。」

## 外部連結
- 官方网站 （日語）
- 永無止境的史嘉蕾的X（前Twitter） （日語）